# Előítélet
Az előítélet olyan előzetes meggyőződés vagy érzés, melyet egy személy vagy csoport egy másik személy vagy csoport iránt táplál, anélkül hogy alapos ismeretekre vagy tapasztalatokra alapozná azt.
  Az előítéletek legtöbbször társadalmi és kulturális tényezők által formálódnak, és gyakran negatívan befolyásolják a társadalmi kapcsolatokat és viselkedéseket. Az előítéletes gondolkodás az egyének csoportokhoz való hozzáállását és viselkedését is meghatározhatja, és gyakran a sztereotípiák és diszkrimináció hátterében áll.
A sztereotípia (köznyelvben az előítélet szinonimája), önmagában csak egy megállapítás, bármiféle hozzáállás, attitűd nélkül, azaz csak annyit mond, hogy ezek az ,,emberek mind ilyenek". A sztereotípia tehát nem más, mint amikor valamilyen tulajdonságot rendelünk egy csoporthoz, réteghez, egyúttal annak minden tagjára. Az esetek többségében azért mégis az igaz, hogy negatív vagy pozitív attitűdöt kapcsolunk az elfogultságunkhoz (pl. a cigányok/romák nem szeretnek dolgozni, a nők nem jó vezetők), ami már előítéletnek tekinthető.
Az előítélet  nem tapasztalatokra alapozott, hanem elfogultságból eredő ítélet, feltételezés, amihez már pozitív vagy negatív attitűd is kapcsolódik. Az előítélet csupán egy előzetes feltételezés, valamilyen hozzáállással megnyilvánulva, amely általában alaptalan és helytelen következtetéshez vezet. Legáltalánosabb fajtái a negatív faji, etnikai és nemi előítéletek.

## Meghatározásai
G. W. Allport meghatározása szerint az előítélet valamely személlyel szemben érzett idegenkedő vagy ellenséges attitűd, melynek alapja pusztán annyiban van, hogy az illető személy egy adott csoporthoz tartozik, és ennek következtében feltételezik róla, hogy a csoportnak tulajdonított negatív tulajdonságokkal ő is rendelkezik. "Az előítélet hatására előítéletünk tárgya hátrányos helyzetbe kerül, holott ezt a viselkedése nem indokolja."
A Magyar nagylexikon  definíciója szerint „olyan előzetes ítélet (ismeret, tudás, attitűd) amely megelőzi a valóságról alkotott konkrét benyomásokat, így tudáspótló, ismeret-kiegészítő szerepe is van, segít eligazodni a még nem ismert emberi és társadalmi viszonylatokban is.” Az előítéletek jelenségének legfontosabb mozzanata az érzelmi síkon kialakuló előzetes megismerés nélküli, pusztán benyomások alapján szerveződő ítélethozatalt a csoport, vagy a csoporthoz tartozó egyén tulajdonságaira és társadalmi státuszára vonatkozóan.
„Osztatlan az előítélet-kutatók állásfoglalása, miszerint az előítéletek ellenállnak a tapasztalatnak és a józan megfontolásoknak, és akkor is ragaszkodunk hozzájuk, ha valóságérvényüket, mint elégtelent megcáfolják. H. E. Wolf kétféle típusát különbözteti meg az előítéleteknek. Mindkét típus közös sajátja a szóban forgó ismereti tartalom feltétlen elfogadása. Az egyik típusban ehhez az ismeret tárgyának elégtelen ismerete, a másik típusban az ismeret tárgyára vonatkozó megbízható ismeret figyelmen kívül hagyása társul a feltétlenül elfogadott ismereti tartalomhoz.”
A kutatók egy része érzelmi, kognitív és viselkedéses tényezőket tartalmazó átfogó vélekedésként definiálja az előítéletet. Az előítélet központi komponense  az attitűdtárgyra vonatkozó értékelés.
Ítéletalkotás valamiről, általában kevés tapasztalat alapján, vagy minden tapasztalat nélkül. Szilárd attitűd, amelynek megvitatása kevéssé lehet eredményes.

## Az előítélet megnyilvánulásának Gordon Allport-féle skálája
1. Szidalmazás, szóbeli bántalmazás
2. Elkerülés
3. Megkülönböztetés
4. Fizikai bántalmazás
5. Megsemmisítés

A hátrányos megkülönböztetéssel szemben a legcélszerűbb lépésnek az látszik, ha az embereket felvilágosítjuk új ismeretekkel, amelyek alapján az emberek új értékeket alakítanak ki, az értékek alapján pedig viselkedésük strukturálódik, és új készségeket, jártasságot alakítanak ki, illetve a gyakorlás során új tapasztalatokra tesznek szert.

## Az előítéletek kárai
- A megítéltek helyzetéből fakadó kár (bárféle negatív cselekmény nélkül negatív bánásmódban részesül)
- saját magunk kára, hiszen tévedésbe eshetünk
- mások, a társadalom vagy közösség kára (pl. nem alkalmazunk cigány/roma munkaerőt, mert nem szeretnek dolgozni)

## Az előítéletek elősegítő tényezői
1. Tudatlanság (a másik ember és maga az előítéletesség ismeretének hiánya)
2. Konformitás (az ember hajlamos hasonulni környezete előitéleteivel)
3. Stressz, frusztráció
4. Érdekütközés
5. Helyzetünk és önmagunk értékelése (jól eshet, ha valaki társadalmi rangja alacsonyabb)
6. Előitéletre hajlamos személyiség

## Előítélet okai
A "bűnbak" egy héber eredetű elnevezés. Kutatásokkal bizonyították, hogy maga a bűnbak keresése az emberek egy elfojtott agresszióját képes levezetni, egy nem kedvelt személyen. Ebből adódik, hogy az agresszióra hajlamos egyének sokkal gyakrabban döntenek előítéletek alapján, mint azok akik másokkal elfogadóbbak. Magának a bűnbak keresésnek különböző típusai lehetnek attól függően, hogy a körülöttük lévő környezet hogyan tolerálja azt. Léteznek olyanok, akik a saját bizonytalanságukat, önbizalomhiányukat akarják kompenzálni azzal, hogy másokat hibáztatnak, őket nevezzük tekintélyélvű, autoritariánus személyiségeknek. Akik pedig jóval befogadóbbak és türelmesebbek, ők a demokratikus személyiségek. Az előítéletek "megjelenését" nagyban befolyásolja az adott társadalmi helyzet és környezet. A tekintélyhez való viszonyulás alapján Adorno és munkatársai különítették el a két különböző személyiségtípust : a tekintélyelvű (autoriter) s a demokratikus személyiséget. 

## Tekintélyelvű vezető jellemzői
- mindenben meghatározó
- mások véleményét nem veszi figyelembe
- visszatartja az információkat
- önkényesen bíz meg csoporttagokat
- rendszertelenül utasít
- önkényesen értékel

## Demokratikus vezető jellemzői
- eszközei a meggyőzés, a célok, a feladatok világos körvonalazása
- támaszkodik a csoport kezdeményezőkészségére, tapasztalataira, véleményére, javaslataira

## Az előítélet társadalmi és kognitív alapjai
Az előítéletek kialakulásában mind társadalmi, mind pedig kognitív faktorok is szerepet játszanak. Társas kapcsolataink, interakcióink amellett, hogy befolyásolják, hogy a világot milyen csoportokra osztjuk fel, arra is hatással vannak, hogy miképpen gondolkodunk, érzünk ezekkel a csoportokkal kapcsolatban. A csoporttagság már önmagában irányíthatja az előítéleteket, mivel alapvetően mindannyiunkban meg van a vágy, hogy saját csoportunkat felsőbbrendűnek lássuk. A kognitív faktorok emellett táplálhatják és fenntarthatják az előítéleteket azáltal, hogy befolyásolják, ahogy  a világot észleljük és viszonyulunk hozzá. Annak érdekében, hogy hatékonyan tudjunk tájékozódni a társas világban, csoportokba soroljuk azokat az embereket, akik számunkra hasonlónak tűnnek. A csoportok tagjait pedig nagyjából egyformának látjuk. Megismerő folyamataink azonban nem mindig torzításmentesek, hiszen az, ahogyan gondolkodunk, legtöbbször saját érdekeinket szolgálja, mint például a mieink és saját magunk túlértékelése másokkal szemben. Az információk szelektálása és értékelése is ezen nézeteinket erősíti minden cáfolat nélkül. A társas és kognitív folyamatok azonban nem különülnek el egymástól az előítéletek kialakulásában. A társadalmi csoportok szerint felosztott világ megadja a keretet az előítélet létrehozására. A csoportokkal kapcsolatos hiedelmek, érzelmek és benyomások pedig ki is töltik a keretet, nem csak alapot, de igazolást is adva az előítéleteknek.

## Előítéletek változása
Előítéleteink, sztereotípiáink megváltoztatására többfajta egyéni stratégia is létezik. Az egyik ilyen a sztereotípiák elnyomása, ez a stratégia nem szokott működni, sokszor felerősíti, előtérbe hozza  a sztereotip gondolkodást. Egy másik ilyen stratégia az elfogult ítéletek ellensúlyozása, kedvességgel való kompenzálás. Illetve ezek közül a leghatékonyabbnak mutatkozó stratégiának a sztereotípiáknak ellentmondó információk (pl. erős nő, gyenge férfi) aktiválása mutatkozik. 
A csoportok közötti sztereotípiák és előítéletek megváltozásának egyik legsikeresebb stratégiáját kontaktushipotézisnek nevezik. A hipotézis azt mondja, hogy bizonyos feltételek mellett, két csoport tagjai között kialakuló közvetlen kontaktus enyhíti a csoportközi sztereotipizálást, előítéletet és diszkriminációt. Ennek egyik oka, hogy olyan ismeretekre tehetnek szert a másikról, ami esetlegesen cáfolja az előítéletet. A csoport egyest tagjainak megismerése segíthet tudatosítani, hogy nem minden csoporttag egyforma. A hipotézis Gordon Allport nevéhez kötődik.

## Sztereotípiák változásának akadályai
Amikor egyénenként, külön-külön ismerjük meg a csoport tagjait, tapasztalhatjuk, hogy nem felelnek meg a csoportsztereotípiának. Ennek ellenére mégis fennmaradhat a csoportról alkotott elképzelés a következő okokból kifolyólag: inkonzisztens információt hatástalanító magyarázatok, altípusképzés, kontraszthatások. 
A sztereotípiák változásának egyik akadálya, hogy bár az elvárásainknak ellentmondó információ eljuthat a tudatunkig, a legtöbb esetben más magyarázattal hatástalanítjuk azt. Hajlamosak vagyunk megkeresni az eltérés okát, általában találunk is valamilyen szokatlan körülményt, amivel megmagyarázzuk a az elvárásainkhoz nem illeszkedő információt.
Amennyiben túl sok az inkonzisztens információ ahhoz, hogy mindenre magyarázatot találjunk, megjelenik az altípusképzés, vagyis olyan nagyobb társas csoporton belüli szűkebb és speciálisabb feltételeknek megfelelő alcsoportot hozunk létre, amibe bekerülhet a nem sztereotip személy. Azáltal, hogy új kategóriába helyeztük a deviáns tagokat, a régi sztereotípia sértetlen marad.
Kontraszthatásnak nevezzük azt a jelenséget, amikor úgy óvjuk meg a sztereotípiánkat, hogy a sztereotípiával ellenkező személyre mint különleges, kivételes személyre tekintünk.

## Szakirodalom
- Allport, Gordon : Az előítélet. (Osiris Könyvkiadó, Budapest, 1999.)
- Ligeti György [szerk.]: XENO.HU. (Kurt Lewin Alapítvány, Budapest, 2004.)
- Csepeli György: Bevezetés a szociálpszichológiába. (Tankönyvkiadó, Budapest, 1991.)
- Susan T. Fiske: Társas Alapmotívumok. (OsirisKiadó, Budapest, 2006.)
- Eliot R. Smith, Diane M. Mackie: Szociálpszichológia. (OsirisKiadó, Budapest, 2004.)
- Elliot Aronson: A társas lény
- Eliot R. Smith, Diane M. Mackie, Heather M. Claypool: Szociálpszichológia. (ELTE Eötvös Kiadó, 2016)

## Külső hivatkozások
- Rasszista vagy? (egy új előítéletmérő tesztről, Index, 2008. április 3.)
  - A hivatkozott Implicit Asszociációs Teszt
- Tudat alatti előítéletek (Metazin, 2008. június 2.)
- A Kurt Lewin Alapítvány honlapja
- Are Stereotypes True?
- Az előítéletek logikája
- Attitűd, sztereotípia, előítélet[7]